# 関根忍
関根 忍（せきね しのぶ、1943年9月20日 - 2018年12月18日）は、日本の柔道家（9段）。茨城県東茨城郡大洗町出身。1972年ミュンヘンオリンピック柔道男子80kg級金メダリスト。身長173cm。1964年東京オリンピック80kg級金メダリストの岡野功とは同じ茨城県の出身で、同年齢のライバルでもあった。

## 経歴
茨城県立那珂湊第一高等学校から中央大学を経て警視庁に進み、左手をぐいと伸ばして肩越しに背中をつかむ変形の組み手で実力を伸ばした。
1972年には中量級の選手ながら全日本選手権で優勝した。さらに1972年ミュンヘンオリンピックの男子柔道中量級でも金メダルを獲得した。5回戦で韓国の呉勝立に敗れたが、呉が勝ち進んだため敗者復活で救われ勝ち上がり、決勝で呉と再戦。序盤は防戦一方だったが、残り数十秒になって関根も捨て身の反撃を行った。旗判定となり、副審の判定は1対1。主審は関根に旗を揚げた。
全日本柔道連盟強化コーチ、強化委員を経て審判委員会委員長を務めた。1996年アトランタオリンピックの審判員。
2004年、同じ大洗町出身の井川慶、大久保博元らと共に町民栄誉賞を受賞した。
2017年、旭日双光章受章。
警視庁主席師範を経て平成国際大学師範、東京都柔道連盟会長を務めた。2012年4月28日には講道館創立130周年記念式典にて9段に昇段し、赤帯を許された。
2018年12月18日、死去。75歳没。叙正六位が送られた。

## 主な戦績
- 1961年 - インターハイ 無差別 2位
- 1964年 -　全日本学生柔道選手権大会 優勝
- 1966年 - アジア選手権 中量級 優勝 無差別 3位
- 1969年 - 選抜体重別 3位
- 1971年 - 選抜体重別 優勝
- 1971年 - 世界選手権 無差別 3位
- 1972年 - 全日本選手権 優勝
- 1972年 - ミュンヘンオリンピック 優勝